# حرف أسود

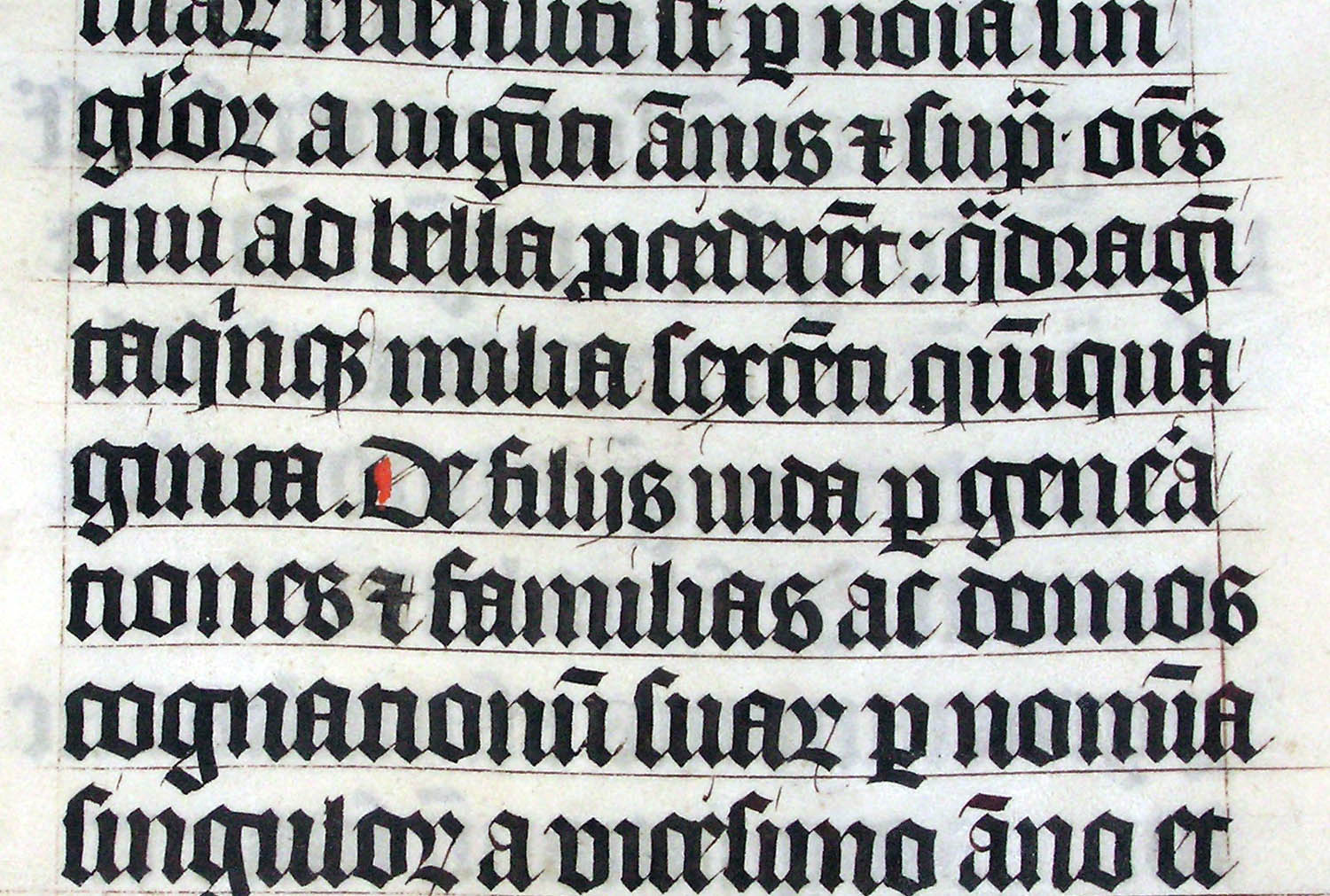

الحرف الأسود، المعروف أيضًا باسم الخط القوطي أو الحروف القوطية، كان خطًا مستخدمًا في جميع أنحاء أوروبا الغربية منذ عام 1150 تقريبًا حتى القرن السابع عشر. استمر استخدامه بشكل شائع في اللغات الدنماركية والنرويجية والسويدية حتى سبعينيات القرن التاسع عشر، والفنلندية حتى مطلع القرن العشرين،  واللاتفية حتى ثلاثينيات القرن العشرين، وفي اللغة الألمانية حتى أربعينيات القرن العشرين، عندما أوقفها هتلر رسميًا في عام 1941. الحروف الثقيلة هي خط بارز من هذا النوع، وأحيانًا يُشار إلى المجموعة الكاملة من الحروف السوداء باسم الحروف الثقيلة. يُشار أحيانًا إلى الحروف السوداء باسم الإنجليزي القديم، ولكن لا ينبغي الخلط بينه وبين اللغة الإنجليزية القديمة، التي تسبق الحروف السوداء بعدة قرون وكانت مكتوبة بالخط الجزيري أو بحروف الفوثورك [الإنجليزية]. إلى جانب البنط المائل والخط الروماني [الإنجليزية]، كانت الحروف السوداء بمثابة أحد الخطوط الرئيسة في تاريخ طباعة المحارف المنضدة الغربية [الإنجليزية].